# Alberto Serret
Alberto Serret (Santiago de Cuba, 15 de agosto de 1947 - Quito, 6 de marzo de 2000) fue un  escritor cubano, poeta, narrador y dramaturgo, así como editor, guionista de cine, libretista de radio y televisión.

## Ficha biográfica
En 1974 se graduó como Ingeniero Civil en el Instituto Superior Politécnico José Antonio Echeverría (CUJAE), en La Habana, antes de regresar a su ciudad natal. Ese mismo año apareció su primer poemario, Figuras soñadas y cantadas, en una edición parcial.
En 1979 se trasladó a Isla de la Juventud, donde comenzó a trabajar como asesor literario. 
En 1980 conoció al escritor queer Chely Lima, con quien trabajó en estrecha colaboración personal, literaria y profesional hasta el fin de su vida. En ese año, su poemario para niños, Jaula abierta, recibió el Premio Nacional Edad de Oro. 
En 1983 publicó sus primeros cuentos de ciencia ficción, incluidos en el libro Espacio abierto, escrito en colaboración con Chely Lima. También con él, escribió su primera obra de teatro, Retratos, que se estrenó en 1984, y los libretos de la serie televisiva Del lado del corazón. Más tarde, ambos escritores colaboraron para escribir Violente, la primera ópera rock cubana, con música de Edesio Alejandro y Mario Dali, que se estrenó en 1987. 
Unos meses más tarde, Serret recibió el Premio Nacional de la Crítica, otorgado a los diez mejores libros publicados en Cuba durante el año por Escrito para Osmani. A lo largo de ese año, el autor escribió la serie televisiva Hoy es siempre todavía, en coautoría con Chely Lima, Daína Chaviano y Antonio Orlando Rodríguez. La serie ganó el Premio Especial Pájaro de Fuego, en el Concurso Nacional Caracol de Cine y Televisión.
En 1989, Serret y Lima escribieron el guion del cortometraje de ficción Solteronas en el atardecer, adaptación del cuento homónimo de Serret, que se filmó para cine bajo la dirección de Guillermo Torres. Ese año, dos de sus monólogos para teatro, Atilana no era la única posibilidad y Retrato de Ana Triste, aparecieron en la antología Monólogos Teatrales Cubanos.
En 1990 incursionó por primera vez en el género policíaco con el libro de cuentos Los asesinos las prefieren rubias, en coautoría con Chely Lima. Ese año también se estrenó la cantata Señor de la Alborada, escrita en colaboración con Lima, y con música de Beatriz Corona.
En febrero de 1992, Serret y Lima se trasladaron a Ecuador. En ese país, Serret desarrolló una intensa trayectoria cultural que incluyó proyectos para televisión y programas de radio, y como editor, colaborador de los diarios Hoy, El Comercio y La Hora, así como de la Revista del Consejo Nacional de Cultura. Además, impartió cursos y talleres para la Universidad Católica de Quito, la Universidad Andina Simón Bolívar, la CIESPAL y la Universidad Central de Quito, entre otras instituciones culturales.
A finales de 1992, él y Lima fundaron la colección Aché, donde se publicaron varios cuadernos de poesía suyos (Materia Obscura, Fusión de alas y En plena desnudez, entre otros).
En 1994 comenzó a trabajar con el canal ecuatoriano Ecuavisa, para el que la pareja de escritores escribió las series El Chulla Romero y Flores (1994), Siete lunas siete serpientes (1995) y Solo de Guitarra (1997). Desde 1997 hasta 2000 formó parte del equipo de libretistas de la serie Pasado y confeso.
Alberto Serret murió a los 52 años de un infarto cardiaco masivo, en marzo de 2000, en la ciudad de Quito, Ecuador, a la salida de un programa de televisión del Canal Nacional Ecuavisa, donde acababa de participar.  
Lima decidió esparcir sus cenizas en ciertos lugares de significado personal para ambos: el interior del volcán Guagua Pichincha, de los Andes ecuatorianos; dentro de un templo del sol inca, en la colina del Panecillo (Quito), en el malecón habanero; y en las islas del Río Tigre, cerca de Buenos Aires, Argentina.

### Obra póstuma
Dejó varios libros inconclusos y otros terminados, como la novela El amante de Lot, el volumen de cuentos de ciencia ficción para niños Alomi no quiere Abur-Murán, y La virgen marciana, una selección de sus cuentos fantásticos, al igual que tres novelas escritas en colaboración con Chely Lima: Remite amante desconocida, El refugio hechizado y La muerte huele a violetas.
En 2010 su novela El amante de Lot fue publicada póstumamente en Estados Unidos. Ese mismo año, su libro El mediodía y la sombra, que recoge la mayor parte de su obra poética, fue publicado en su isla natal por la Editorial Letras Cubanas.

## Obra

### Poesía
- El mediodía y la sombra (Letras Cubanas, La Habana, 2010).
- Estrago que hacen las malditas flores (Casa de la Cultura Ecuatoriana Benjamín Carrión, Quito, 1998).
- Sortilegio para caminantes (Editorial UNION, La Habana,1991).
- En plena desnudez (Letras Cubanas, La Habana, 1989).
- Sortilegio para espantar la soledad (Colección Papeles de Viaje, Ministerio de Cultura de Cuba, La Habana, 1989).
- Cordeles de humo (Editorial UNION, La Habana, 1988).
- Figuras soñadas y cantadas (edición parcial: Colección Uvero, Santiago de Cuba, 1978; edición total: Editorial Letras Cubanas, La Habana, 1981).

### Ficción para adultos
- El amante de Lot (novela, Linkgua USA, 2010).
- Los asesinos las prefieren rubias (cuentos policíacos y de suspenso, escritos con Chely Lima. Letras Cubanas, La Habana, 1990).
- La desnudez y el alba (dos noveletas, escritos con Chely Lima. Letras Cubanas, La Habana, 1990).
- Consultorio terrícola (cuentos de ciencia ficción. Letras Cubanas, La Habana, 1988).
- Un día de otro planeta (cuentos de ciencia ficción. Letras Cubanas, La Habana, 1987).
- Espacio abierto (cuentos de ciencia ficción, escritos con Chely Lima. Letras Cubanas, La Habana, 1983).

### Ficción para niños y jóvenes
- Leyenda de la cierva plateada (cuentos. Editorial Magisterio, Bogotá, 2000).
- La leyenda de la X (poesía. Colección Colibrí, Ediciones Posada de Borges, Quito, 2000).
- La triste y larguísima historia de Diógenes Come Come Alias Bolita (cuento. Ediciones El Comercio, Quito, 1993).
- Cuentos africanos (cuentos y viñetas. Ediciones Abril, La Habana, 1991).
- Escrito para Osmani (cuentos. Oriente, Santiago de Cuba, 1987).
- Jaula abierta (poesía. Gente Nueva, La Habana, 1980).

### Teatro
- 1992: Un plato de col agria (escrita con Chely Lima).
- 1990: Señor de la Alborada (cantata, escrita con Chely Lima).
- 1987-1988: Violente (ópera rock, escrita en colaboración con Chely Lima; dos temporadas).
- 1984: Sicotíteres (seis piezas teatrales para niños, escritas con Chely Lima).
- 1984: Retratos (escrita con Chely Lima).

### Cine, Televisión y Radio
- Solo de guitarra (serie televisiva basada en Historia de Shunkin, de Junishiro Tanizaki), escrito con Chely Lima; Ecuavisa, 1997).
- Pasado y confeso (libretos de TV, la mayoría en colaboración con Chely Lima; Ecuavisa, 1997-2002).
- Siete lunas, siete serpientes (adaptación televisiva de la novela homónima de Demetrio Aguilera Malta, en colaboración con Chely Lima; Ecuavisa, Quito, 1995).
- Sección New Age del Programa Familia (libretos para radio y conducción; Radio Quito, 1994).
- El chulla Romero y Flores (adaptación televisiva de la novela homónima de Jorge Icaza,en colaboración con Chely Lima; Ecuavisa, Quito, 1994).
- Tu nombre es Mujer (libretos para radio, en colaboración con Chely Lima. Radio CIESPAL, Quito, 1993).
- No hacen falta alas (libretos para radio, en colaboración con Chely Lima. Radio Progreso, La Habana, 1991-1992).
- Shiralad o el Regreso de los Dioses (libretos para TV, en colaboración con Chely Lima. Canal Cubavisión, La Habana, 1990).
- Castillo de cristal (libretos para TV, en colaboración con Chely Lima. Canal Cubavisión, La Habana, 1990).
- Solteronas en el atardecer (guion para cine, en colaboración con Chely Lima y Guillermo Torres. Instituto Cubano del Arte e Industria Cinematográficos, La Habana, 1989).
- Hoy es siempre todavía (serie televisiva, en colaboración con Chely Lima, Daína Chaviano y Antonio Orlando Rodríguez. Canal Cubavisión, La Habana, 1987).
- Que viva el disparate (serie televisiva infantil, en colaboración con Chely Lima, Daína Chaviano y Antonio Orlando Rodríguez. Canal Cubavisión, La Habana, 1987).
- Del lado del corazón (serie televisiva, en colaboración con Chely Lima. Cubavisión, La Habana, 1986).

## Premios y distinciones
- 1991: Premio Nacional de Teatro (Unión de Escritores y Artistas de Cuba), por su obra Un Plato de Col Agria o la Novela de Margarita Dura, escrita en colaboración con Chely Lima, Ciudad de La Habana.
- 1989: Premio La Rosa Blanca, por Escrito para Osmani.
- 1988: Premio Nacional Abril, como diseñador gráfico de la Revista “Somos Jóvenes”. Mención Nacional por el conjunto gráfico de doce contracubiertas en esa misma publicación.
- 1987: Premio Nacional de la Crítica, por Escrito para Osmani.
- 1980: Premio Nacional de Talleres Literarios, por las décimas de su poemario Cordeles de Humo.
- 1979: Premio Nacional Edad de Oro, por el poemario infantil Jaula Abierta.